# Blackout Tuesday
Blackout Tuesday ägde rum tisdagen den andra juni 2020 och var en aktion som ursprungligen initierades av delar av musikbranschen för att protestera mot rasism och polisvåld. Aktionen, organiserades som svar på George Floyds, Ahmaud Arberys och Breonna Taylors dödsfall. De företag som deltog uppmuntrades att avstå från att släppa musik och annan affärsverksamhet.
Aktionen initierades av Brianna Agyemang och Jamila Thomas, Senior Director of Marketing på Atlantic Records.
Företag deltog på olika sätt och svarta amerikaner uppmanades att inte köpa eller sälja något den här dagen för att visa ekonomisk styrka och enighet. Spotify meddelade att de skulle lägga till 8 minuter och 46 sekunders tystnad till vissa podcasts och spellistor under dagen.
På Instagram deltog användare genom att publicera ett foto av en svart fyrkant tillsammans med hashtaggen #blackouttuesday.